# Bollgilia
Bollgilia (Gilia capitata) är en blågullsväxtart. Bollgilia ingår i släktet gilior, och familjen blågullsväxter.

## Underarter
Arten delas in i följande underarter:
- G. c. abrotanifolia
- G. c. capitata
- G. c. chamissonis
- G. c. mediomontana
- G. c. pacifica
- G. c. pedemontana
- G. c. staminea
- G. c. tomentosa

## Bildgalleri

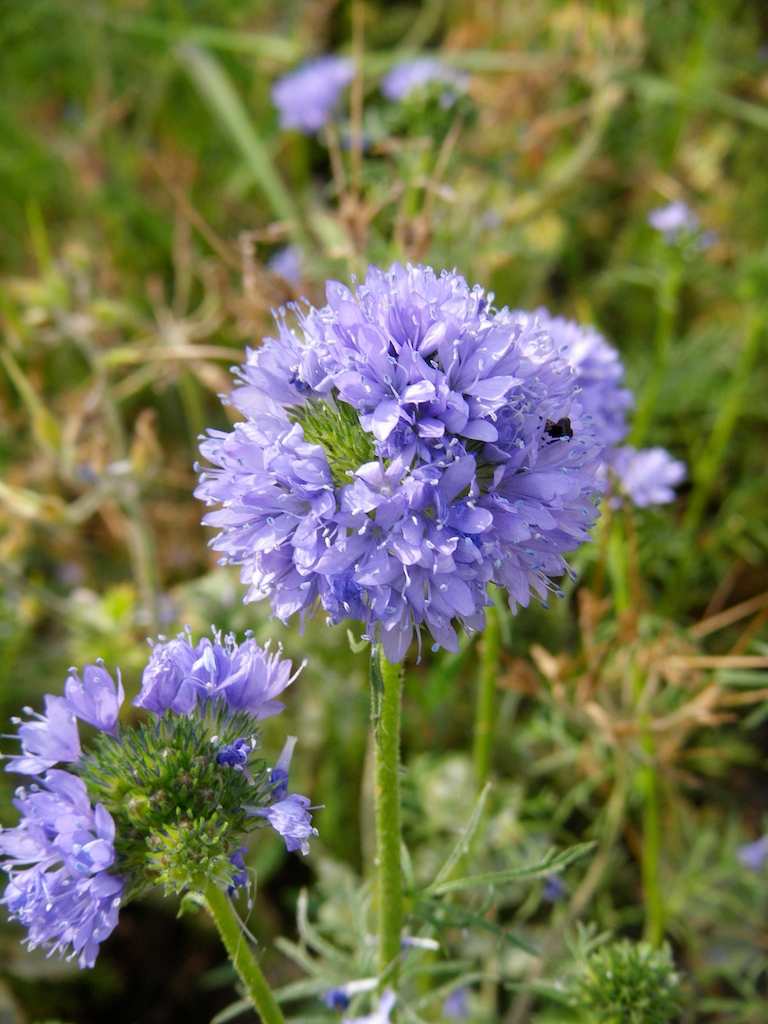
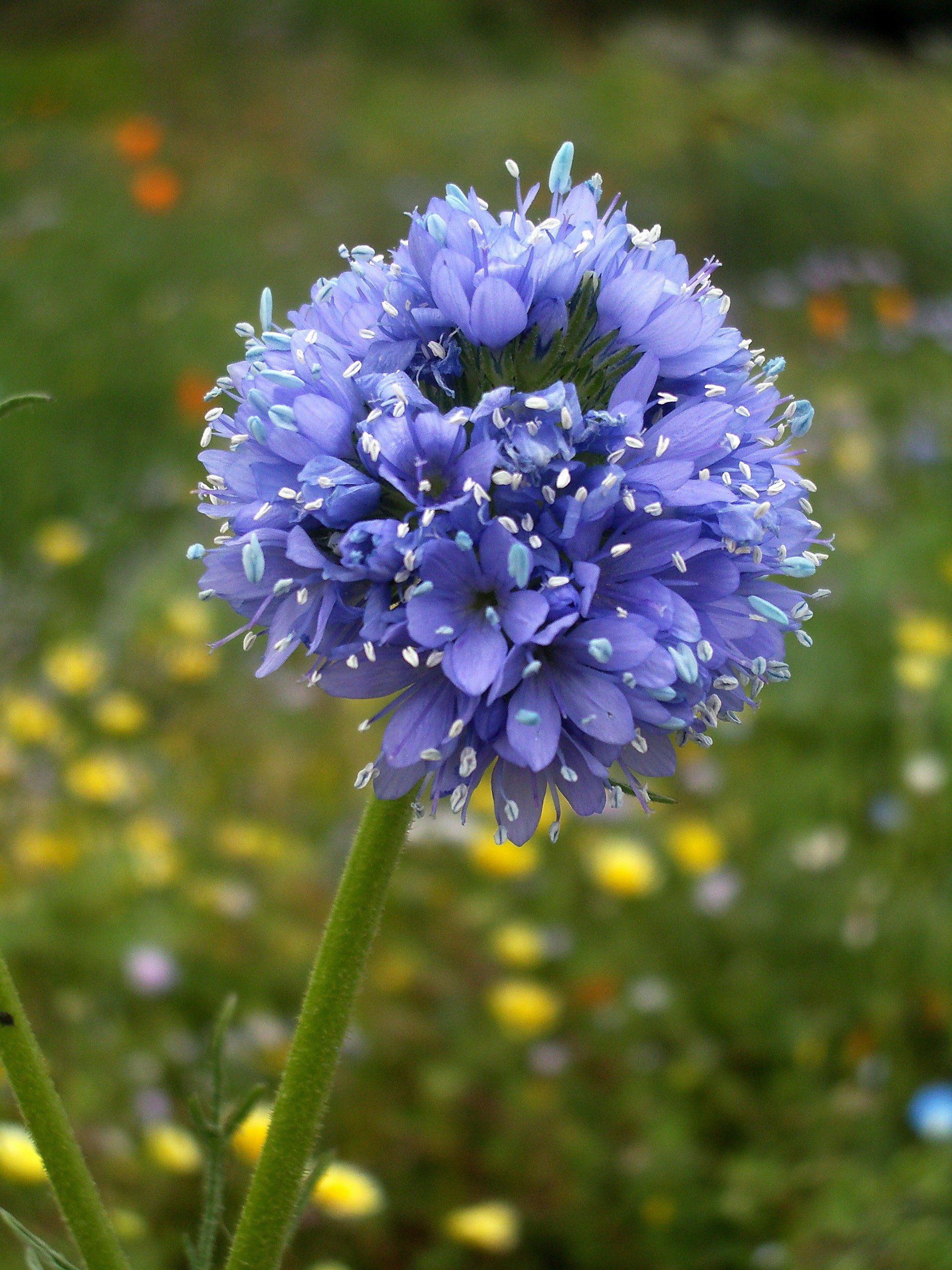
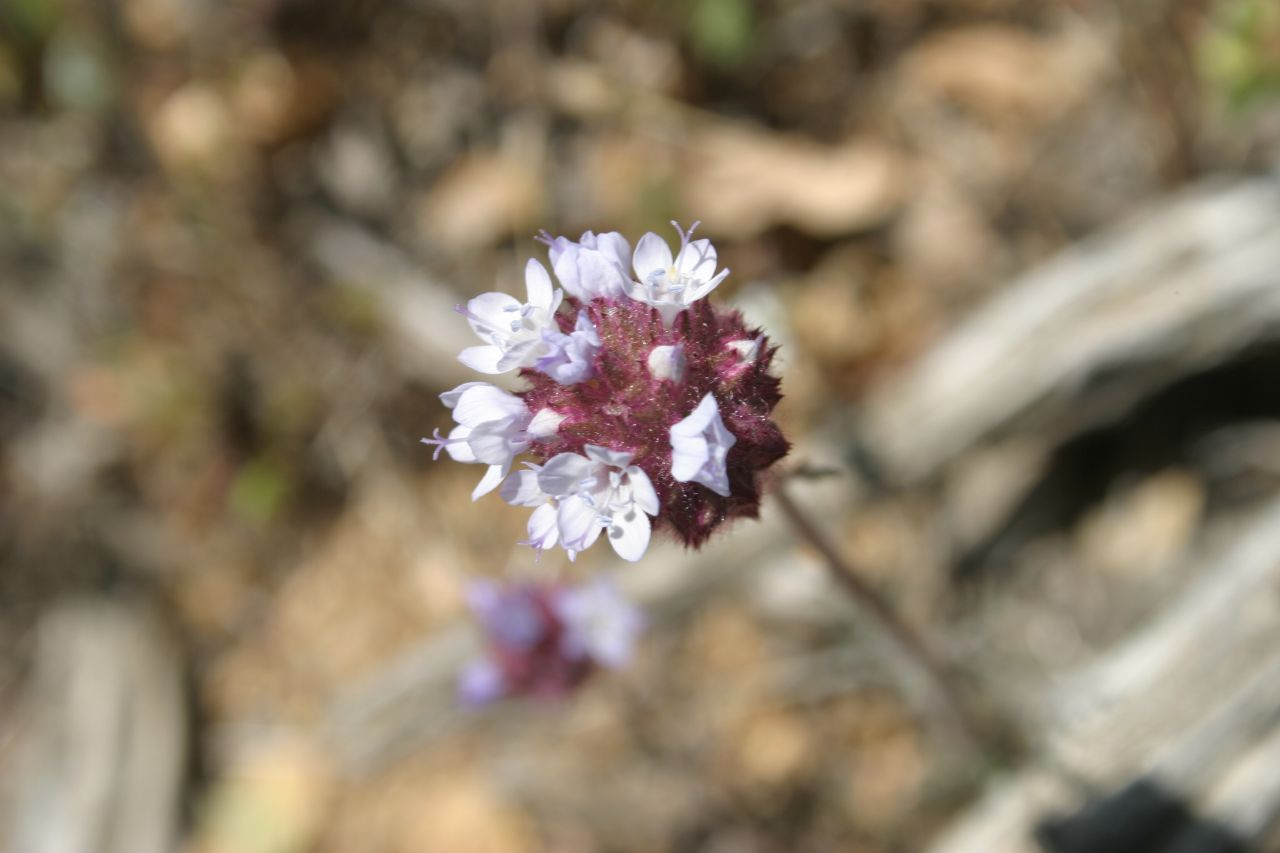
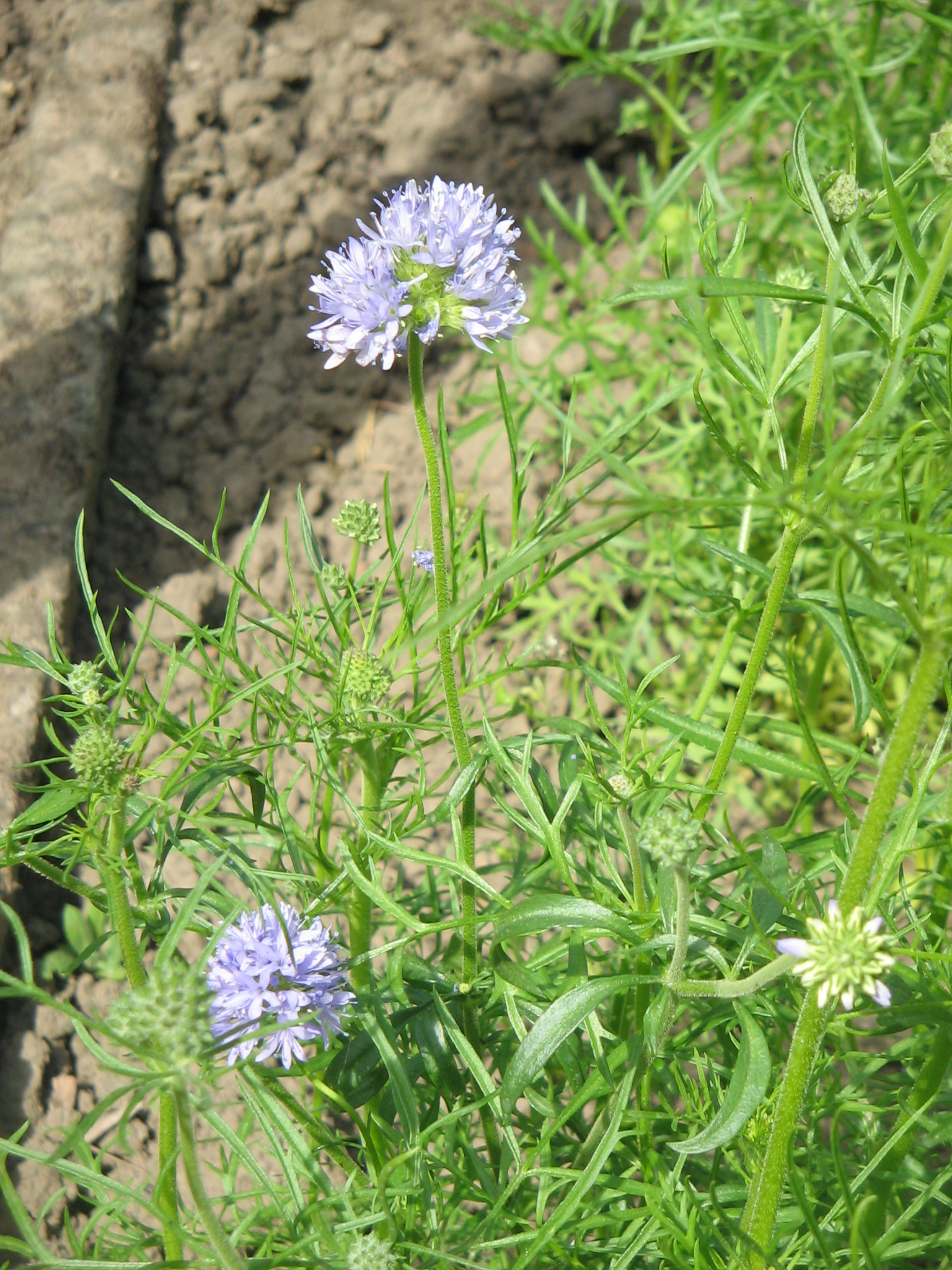
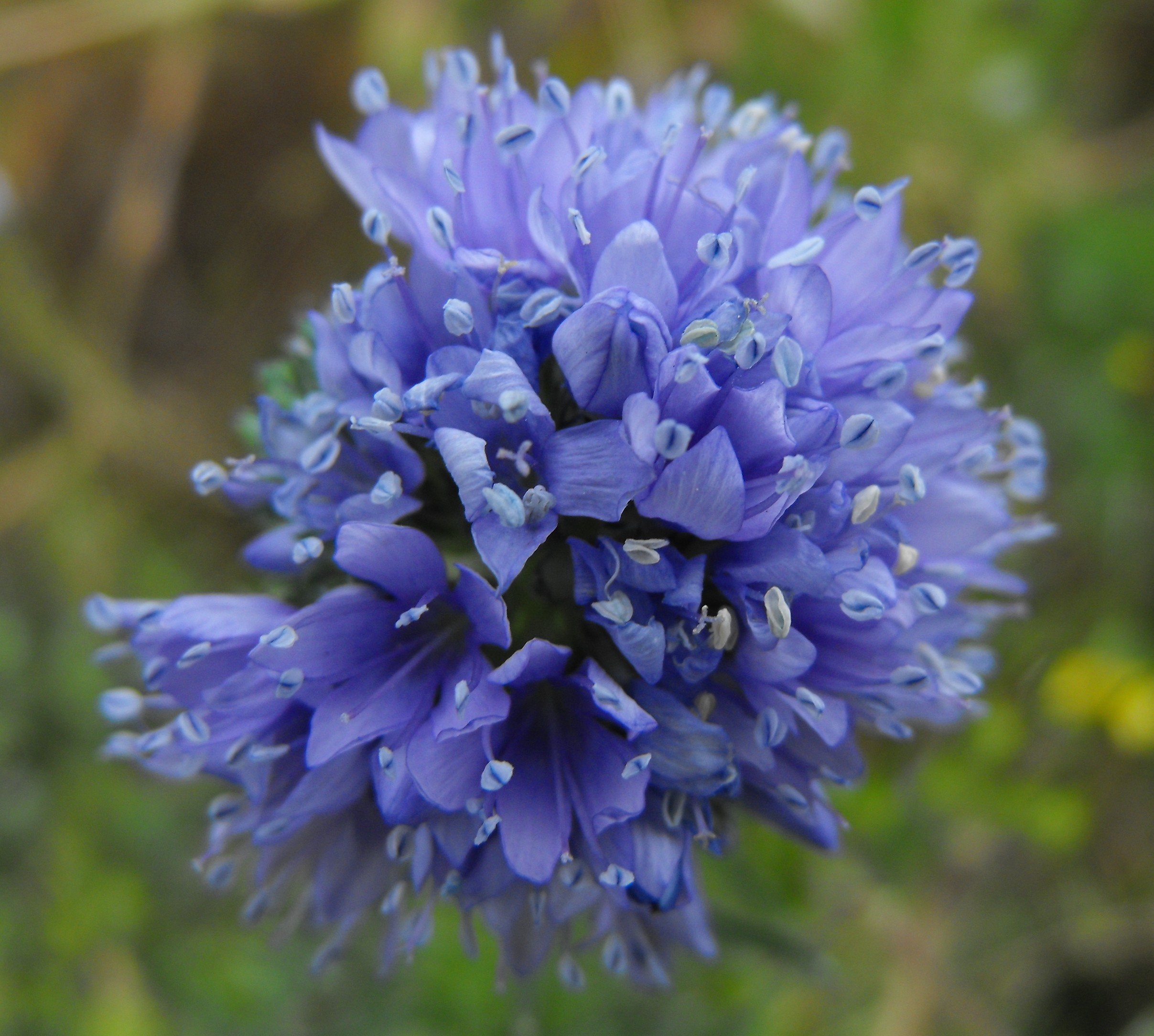
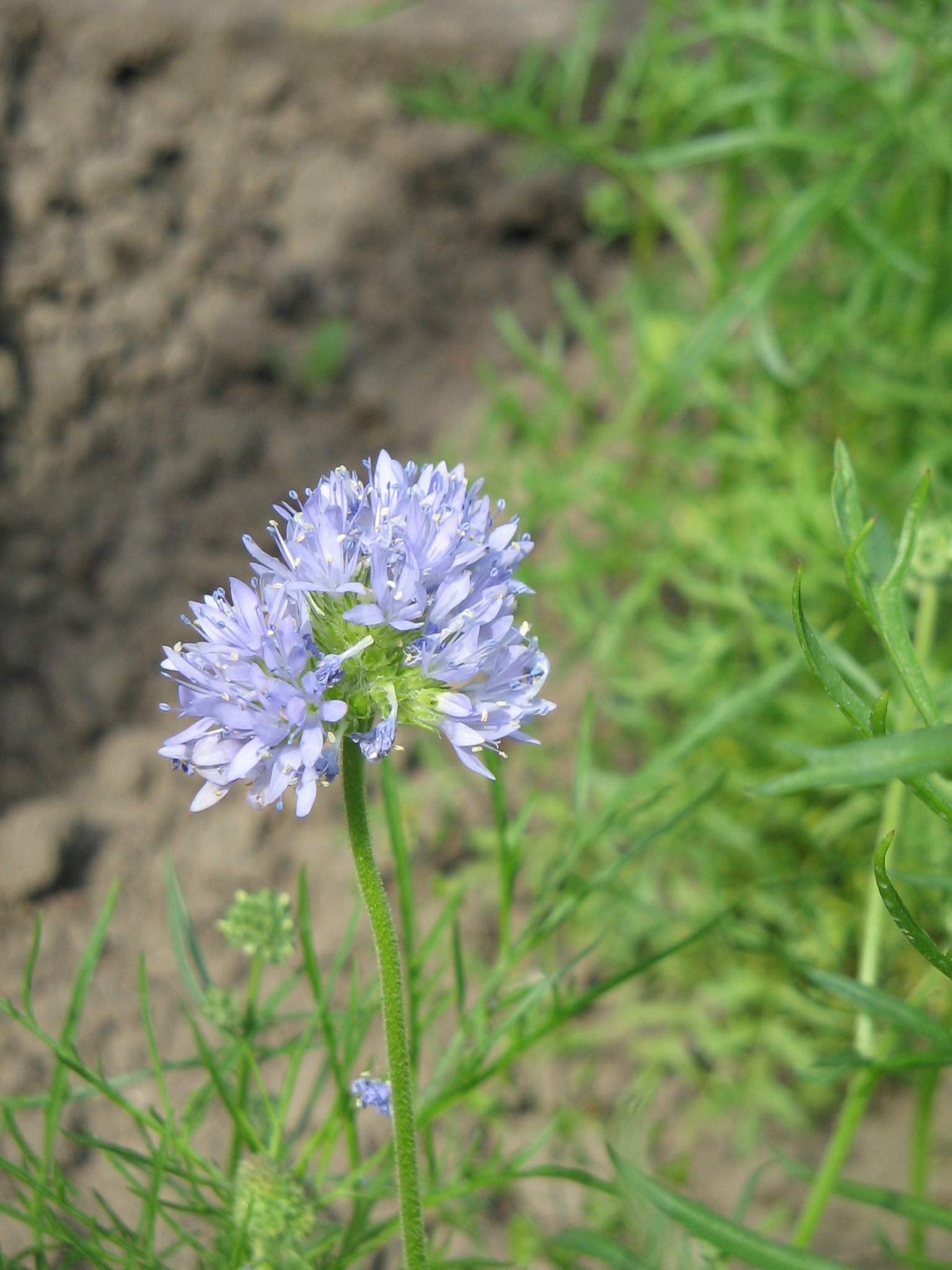